# Scott Stevens
Ronald Scott Stevens (* 1. dubna 1964 Kitchener, Ontario) je bývalý hokejový obránce. Hrál ve 22 sezónách v Národní hokejové lize za Washington Capitals, St. Louis Blues a New Jersey Devils. U příležitosti 100. výročí NHL byl v lednu 2017 vybrán jako jeden ze sta nejlepších hráčů historie ligy.

## Osobní život
Jeho prarodiče Michal Vašiga a Helena Kundrátová pocházeli z Bajerovce, okres Sabinov. Po skončení první světové války odcestovali do Ameriky, usadili se v Kanadě, ve Wellande v provincii Ontario, kde založili rodinu. Narodili se jim tři synové a jedna dcera Mary. Když Mary dospěla, začala pracovat v malé společnost vyrábějící papírenské výrobky. Společnost vlastnil Larry Stevens, se kterým později utvořili pár. Spolu mají tři syny, nejstarší Geoff se později stal skautem New Jersey Devils a nejmladší Mike, si užil krátkou kariéru v NHL v několika týmech. Prostřední Scott Stevens se stal osobností týmu New Jersey Devils, ve kterém strávil 13 let. 

## Hráčská kariéra
Svoji kariéru zahájil ve Washingtonu, kde jeho solidní obrana a ofenzivní schopnosti pomohly týmu k jeho historicky první účasti v playoff. Poté, co strávil ročník v St. Louis, ho získal tým New Jersey Devils. Právě zde získal reputaci nelítostného a tvrdého mistra bodyčeků. Jelikož zosobňoval obranu Devils, stal se kapitánem tohoto týmu a dokázal se s ním čtyřikrát během devíti let probít do finále Stanleyova poháru, přičemž k vítězství dovedl mužstvo třikrát. V roce 2000 Stevens vyhrál Conn Smythe Trophy pro nejužitečnějšího hráče play-off. Navzdory týmového úspěchu s Devils nikdy nevyhrál James Norris Memorial Trophy, cenu pro nejlepšího obránce. Jeho kariéra spěla ke konci v sezoně 2003/04, kdy nakonec odešel do hokejového důchodu kvůli následkům otřesů mozku.

## Ocenění a úspěchy
- 1983 NHL All-Rookie Team
- 1983, 1989, 1991, 1992, 1993, 1994, 1996, 1997, 1998, 1999, 2000, 2001, 2003 NHL All-Star Game
- 1988 NHL První All-Star Team
- 1992, 1997, 2001 NHL Druhý All-Star Team
- 1994 NHL Plus/Minus Award
- 2007 Hokejová síň slávy

## Prvenství
- Debut v NHL – 6. října 1982 (New York Rangers proti Washington Capitals)
- První gól v NHL – 6. října 1982 (New York Rangers proti Washington Capitals, kanadskému brankáři Eddie Mio)
- První asistence v NHL – 16. října 1982 (Washington Capitals proti Buffalo Sabres)

## Klubová statistika
| Sezóna       | Klub                 | Soutěž       |       | Základní část | Základní část | Základní část | Základní část | Základní část |    | Play off | Play off | Play off | Play off | Play off |
| Sezóna       | Klub                 | Soutěž       | Z     | G             | A             | B             | TM            | Z             | G  | A        | B        | TM       |          |          |
| 1980–81      | Kitchener Ranger B's | MWJHL        | 39    | 7             | 33            | 40            | 82            | —             | —  | —        | —        | —        |          |          |
| 1980–81      | Kitchener Rangers    | OHL          | 1     | 0             | 0             | 0             | 0             | —             | —  | —        | —        | —        |          |          |
| 1981–82      | Kitchener Rangers    | OHL          | 68    | 6             | 36            | 42            | 158           | 15            | 1  | 10       | 11       | 21       |          |          |
| 1982–83      | Washington Capitals  | NHL          | 77    | 9             | 16            | 25            | 195           | 4             | 1  | 0        | 1        | 26       |          |          |
| 1983–84      | Washington Capitals  | NHL          | 78    | 13            | 32            | 45            | 201           | 8             | 1  | 8        | 9        | 21       |          |          |
| 1984–85      | Washington Capitals  | NHL          | 80    | 21            | 44            | 65            | 221           | 5             | 0  | 1        | 1        | 11       |          |          |
| 1985–86      | Washington Capitals  | NHL          | 73    | 15            | 38            | 53            | 165           | 9             | 3  | 8        | 11       | 12       |          |          |
| 1986–87      | Washington Capitals  | NHL          | 77    | 10            | 51            | 61            | 283           | 7             | 0  | 5        | 5        | 19       |          |          |
| 1987–88      | Washington Capitals  | NHL          | 80    | 12            | 60            | 72            | 184           | 13            | 1  | 11       | 12       | 46       |          |          |
| 1988–89      | Washington Capitals  | NHL          | 80    | 7             | 61            | 68            | 225           | 6             | 1  | 4        | 5        | 11       |          |          |
| 1989–90      | Washington Capitals  | NHL          | 56    | 11            | 29            | 40            | 154           | 15            | 2  | 7        | 9        | 25       |          |          |
| 1990–91      | St. Louis Blues      | NHL          | 78    | 5             | 44            | 49            | 150           | 13            | 0  | 3        | 3        | 36       |          |          |
| 1991–92      | New Jersey Devils    | NHL          | 68    | 17            | 42            | 59            | 124           | 7             | 2  | 1        | 3        | 29       |          |          |
| 1992–93      | New Jersey Devils    | NHL          | 81    | 12            | 45            | 57            | 120           | 5             | 2  | 2        | 4        | 10       |          |          |
| 1993–94      | New Jersey Devils    | NHL          | 83    | 18            | 60            | 78            | 112           | 20            | 2  | 9        | 11       | 42       |          |          |
| 1994–95      | New Jersey Devils    | NHL          | 48    | 2             | 20            | 22            | 56            | 20            | 1  | 7        | 8        | 24       |          |          |
| 1995–96      | New Jersey Devils    | NHL          | 82    | 5             | 23            | 28            | 100           | —             | —  | —        | —        | —        |          |          |
| 1996–97      | New Jersey Devils    | NHL          | 79    | 5             | 19            | 24            | 70            | 10            | 0  | 4        | 4        | 2        |          |          |
| 1997–98      | New Jersey Devils    | NHL          | 80    | 4             | 22            | 26            | 80            | 6             | 1  | 0        | 1        | 8        |          |          |
| 1998–99      | New Jersey Devils    | NHL          | 75    | 5             | 22            | 27            | 64            | 7             | 2  | 1        | 3        | 10       |          |          |
| 1999–2000    | New Jersey Devils    | NHL          | 78    | 8             | 21            | 29            | 103           | 23            | 3  | 8        | 11       | 6        |          |          |
| 2000–01      | New Jersey Devils    | NHL          | 81    | 9             | 22            | 31            | 71            | 25            | 1  | 7        | 8        | 37       |          |          |
| 2001–02      | New Jersey Devils    | NHL          | 82    | 1             | 16            | 17            | 44            | 6             | 0  | 0        | 0        | 4        |          |          |
| 2002–03      | New Jersey Devils    | NHL          | 81    | 4             | 16            | 20            | 41            | 24            | 3  | 6        | 9        | 14       |          |          |
| 2003–04      | New Jersey Devils    | NHL          | 38    | 3             | 9             | 12            | 22            | —             | —  | —        | —        | —        |          |          |
| Celkem v NHL | Celkem v NHL         | Celkem v NHL | 1,635 | 196           | 712           | 908           | 2,785         | 233           | 26 | 92       | 118      | 378      |          |          |

## NHL All-Star Game
| Rok               | Místo             |                   | G | A | B  | TM |
| ----------------- | ----------------- | ----------------- | - | - | -- | -- |
| 1985              | Calgary           | 0                 | 0 | 0 | 0  |    |
| 1989              | Edmonton          | 0                 | 1 | 1 | 0  |    |
| 1991              | Chicago           | 0                 | 0 | 0 | 0  |    |
| 1992              | Philadelphia      | 1                 | 0 | 1 | 0  |    |
| 1993              | Montreal          | 0                 | 2 | 2 | 0  |    |
| 1994              | New York City     | 1                 | 1 | 2 | 0  |    |
| 1996              | Boston            | 0                 | 0 | 0 | 0  |    |
| 1997              | San Jose          | 0                 | 2 | 2 | 0  |    |
| 1998              | Vancouver         | 0                 | 0 | 0 | 0  |    |
| 1999              | Tampa Bay         | 0                 | 0 | 0 | 0  |    |
| 2000              | Toronto           | 0                 | 0 | 0 | 0  |    |
| 2001              | Colorado          | 0                 | 2 | 2 | 0  |    |
| 2003              | Florida           | 0                 | 0 | 0 | 0  |    |
| Celkem v All-Star | Celkem v All-Star | Celkem v All-Star | 2 | 8 | 10 | 0  |

## Reprezentace
| Rok    | Tým    | Soutěž | Z  | G | A | B  | TM |
| ------ | ------ | ------ | -- | - | - | -- | -- |
| 1983   | Kanada | MS     | 10 | 0 | 2 | 2  | 8  |
| 1985   | Kanada | MS     | 8  | 1 | 2 | 3  | 6  |
| 1987   | Kanada | MS     | 2  | 0 | 1 | 1  | 2  |
| 1989   | Kanada | MS     | 7  | 2 | 1 | 3  | 2  |
| 1991   | Kanada | KP     | 8  | 1 | 0 | 1  | 4  |
| 1996   | Kanada | SP     | 8  | 0 | 2 | 2  | 4  |
| 1998   | Kanada | OH     | 6  | 0 | 0 | 0  | 2  |
| Celkem | Celkem | Celkem | 49 | 4 | 8 | 12 | 28 |